# Mădreț, Stara Zagora
Mădreț (în bulgară Мъдрец) este un sat în comuna Gălăbovo, regiunea Stara Zagora,  Bulgaria. 

## Demografie
Componența etnică a satului Mădreț
     Bulgari (75,11%)
     Romi (24,41%)
     Nicio identificare (0,46%)
     Altele (0%)
La recensământul din 2011, populația satului Mădreț era de 860 locuitori. Din punct de vedere etnic, majoritatea locuitorilor (75,11%) erau bulgari, cu o minoritate de romi (24,41%). Pentru 0,46% din locuitori nu este cunoscută apartenența etnică.